# Bantu réce
A bantu réce (Anas capensis) a madarak osztályának lúdalakúak (Anseriformes) rendjébe és a récefélék (Anatidae) családjába tartozó faj.

## Előfordulása
Afrika déli harmadában él, északabbra gyakran megtalálható Kelet-Afrikában, a Szaharától délre nyugaton Kelet-Nigerig, északon Líbia és Egyiptom déli részéig fordul elő. A száraz évszakban más területekre is elvándorol.
Sekély lagúnákban, tavakon, árapályzónákban él. Előnyben részesíti a brakk- és a nátrium-karbonátos vizeket.

## Megjelenése
Testhossza 44-48 centiméter, testsúlya 400 gramm. Kis termetű, világos szürkésbarna réce, háta valamivel sötétebb, csillogó, rózsaszín csőre részben feketével keretezett. A nemek azonos színűek.
|  |

## Életmódja
Általában kis csoportokban látni. Táplálékát, mely vízinövényekből, magvakból és kisállatokból áll, a víz felszínéről úszva szedi fel, vagy kis mélységbe bukik le érte.

## Szaporodása
Fészke a talajon áll, a 6-11 tojást a tojó költi ki; majdnem minden évszakban költhet. A fiókák kb. 8 hetesen válnak röpképessé, mindkét szülő törődik velük.

## Képek

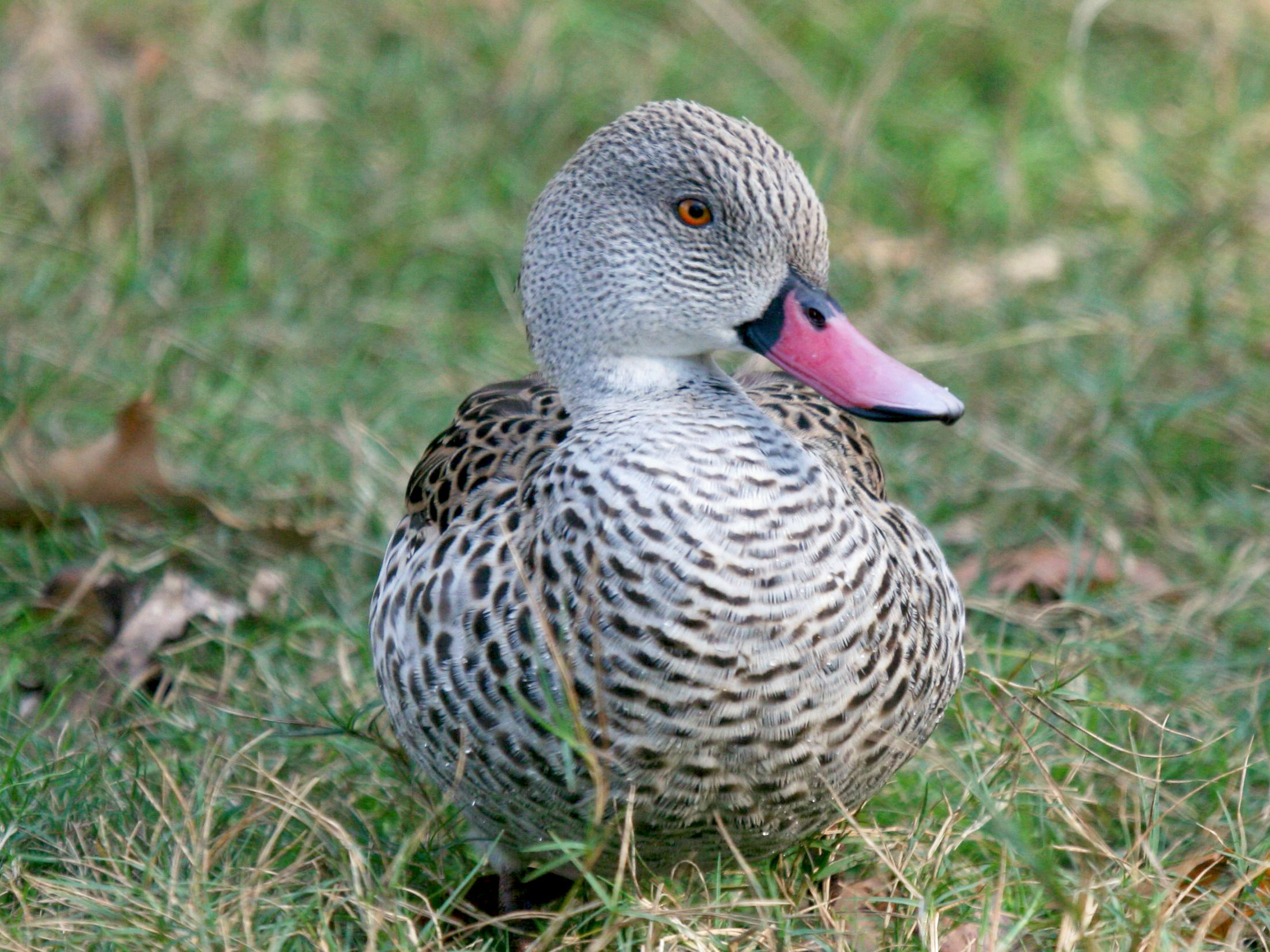
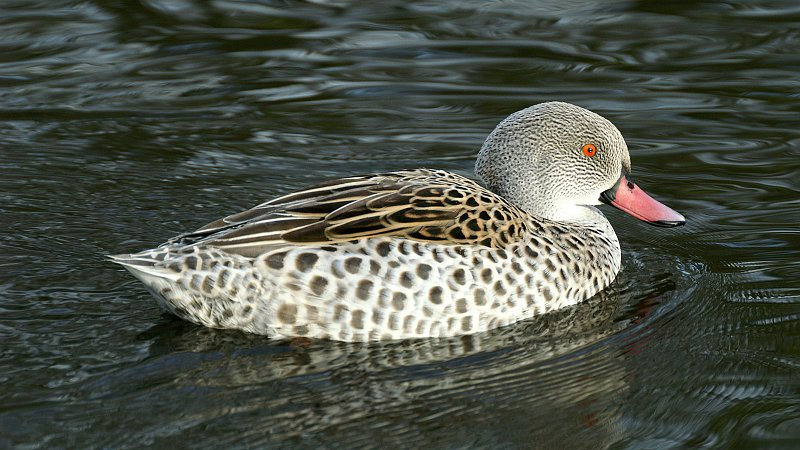
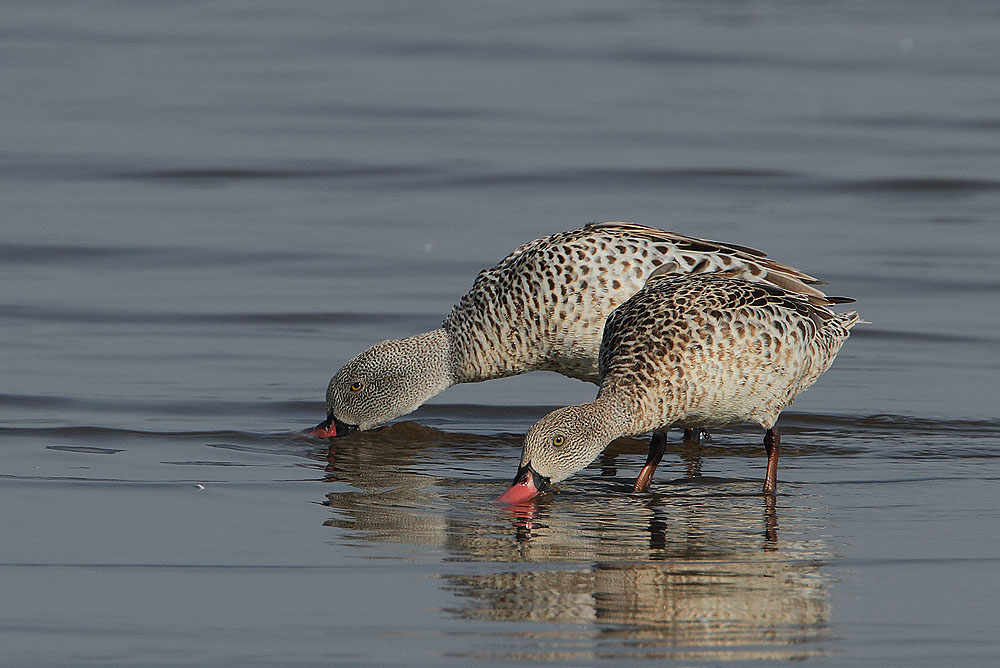
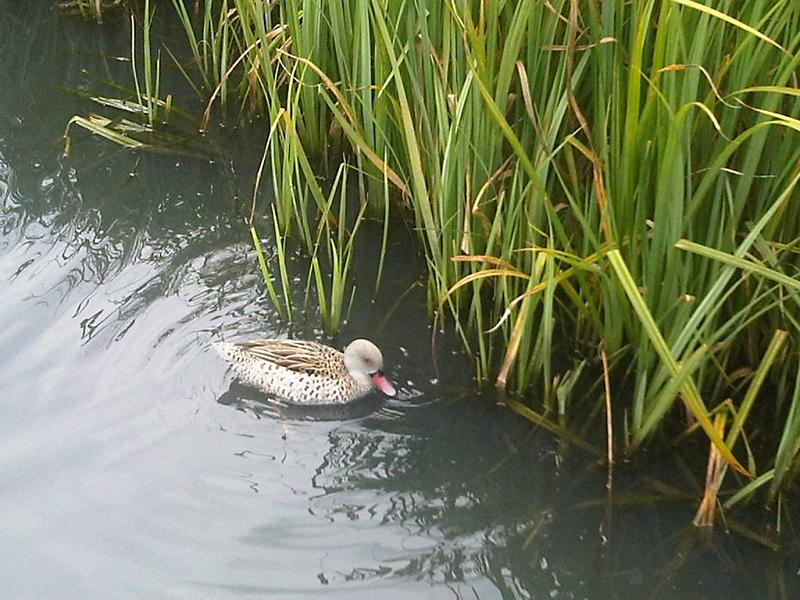